# Šarišské Sokolovce
Šarišské Sokolovce és un poble i municipi d'Eslovàquia. Es troba a la regió de Prešov, al nord del país.

## Història
La primera referència escrita de la vila data del 1307.

## Demografia
| Godina             | 1994 | 2004   | 2014   | 2024    |
| ------------------ | ---- | ------ | ------ | ------- |
| Nombre de persones | 496  | 517    | 558    | 651     |
| Diferència         |      | +4,23% | +7,93% | +16,66% |

| Godina             | 2023 | 2024   |
| ------------------ | ---- | ------ |
| Nombre de persones | 626  | 651    |
| Diferència         |      | +3,99% |

## Viles agermanades
- Drienica, Eslovàquia
- Dubovica, Eslovàquia
- Hubošovce, Eslovàquia
- Jakubovany, Eslovàquia
- Uzovce, Eslovàquia
- Wiśniew, Polònia